# 蕭勁光
蕭 勁光（しょう けいこう、1903年1月4日 - 1989年3月29日）は、中華人民共和国の軍人。中国人民解放軍海軍の創設者で、初代海軍司令員。最終階級は海軍大将。

## 経歴
貧しい手工業者の家庭に生まれる。五四運動時、長沙長郡中学で学生運動に身を投じた。ロシア十月革命の影響を受け、1920年、毛沢東等が創設した湖南ロシア研究会に入会した。同年8月、上海共産主義小組が主催する「外国語学社」で学び、同年、社会主義青年団に加入した。
1921年春、劉少奇、任弼時等と共にソ連に渡り、モスクワの東方勤労者共産大学に入学。また、在ソ期間、軍事学校で軍事教育を受けた。1922年1月、極東各国の共産党と民族革命団体の第1次代表大会に出席。1922年末、中国共産党に入党。1924年1月、東方民族の代表としてウラジーミル・レーニンの葬式に列席。同年秋、ソ連から帰国し、安源炭鉱の労働運動に従事。
1925年冬、国民革命軍第2軍第6師党代表に任命され、北伐軍の江西、閩北、江浙及び鄂西の諸戦役に参加した。1927年の革命失敗後、再びソ連に渡り、レニングラード軍事政治アカデミーで学ぶ。1930年秋の帰国後、閩粤贛軍区参謀長兼政治部主任に任命され、閩西彭楊軍事学校校長を兼任し、閩西蘇区の反「囲剿」等の戦役を指揮した。1931年冬、中央軍事政治学校校長に任命され、在任時、ソ連赤軍の「野戦条令」を翻訳した。1932年、紅軍第5軍団政治委員として政治工作を担当し、「寧都起義」に参加した国民党部隊の改編に成功した。贛州、水口戦役に参加した後、北上して建寧、黎川、泰寧根据地を開設した。1933年から建黎泰警備区司令員兼紅11軍政治委員、閩贛軍区司令員兼紅7軍団政治委員を歴任。1934年、党内の「左傾」冒険主義の影響の下、蕭勁光は、「羅明路線」として誣告され、党を除籍され、徒刑5年の判決を受けた。釈放後、紅軍大学で軍事教育を講義し、後に政治科科長に任命された。
長征時、軍事委員会幹部団上級幹部隊隊長。遵義会議後、中共中央は、蕭勁光を名誉回復した。1935年6月、紅3軍団参謀長に任命。陝北到達後、陝甘寧省軍事部部長兼紅29軍軍長に任命。1937年春、中央革命軍事委員会参謀長。1937年8月、党の洛川会議に出席。

### 日中戦争
日中戦争時期、蕭勁光は、八路軍後方総留守処主任、留守兵団司令員、陝甘寧晋綏連防軍副司令員を歴任した。この期間、蕭勁光は、鄧宝珊将軍等、国民党高級将校に対する工作を行った。また、王若飛と共に、「晋西事変」の解決のため、閻錫山と交渉し、和平協定の締結を促進した。蕭勁光は、「八路軍軍政雑誌」等に多数の文章を発表し、彼が執筆した「近戦戦術」は軍事教材となり、「遊撃戦争指導要令」中の基本観点は毛沢東により採用された。1945年、蕭勁光は、中国共産党第7次全国代表大会に参加し、候補中央委員に選出された。

### 国共内戦
国共内戦時期、東北民主連軍副総司令員兼参謀長に任命。1946年10月、南満軍区司令員を兼任し、陳雲と共に南満根据地を堅持しつつ、「四保臨江」戦役を指揮し、東北部の戦略態勢を一変させた。1947年、夏季と秋季攻勢に参加。1948年5月、東北野戦軍第一前線囲城指揮部（後に第1兵団）司令員を兼任し、蕭華と共に長春を包囲し、経済封鎖・政治的瓦解の手法を用いて、国民党第60軍を起義させた。遼瀋戦役終結後、東北野戦軍5個縦隊を率いて、平津と北平を分断する任務を完遂した。平津戦役後、第4野戦軍第12兵団司令員兼政治委員に任命。1949年3月、第4野戦軍の先遣兵団を率いて渡江戦役に参加し、白崇禧の部隊を牽制し、側面から第2野戦軍、第3野戦軍の勝利を保障した。この後、程潜、陳明仁を起義させる工作に参与した。長沙解放後、湖南軍区司令員を兼任。衡（陽）宝（慶）戦役中、6個軍、19個師団を統一指揮して、正面攻撃を担当し、白崇禧の主力4個師団を撃滅し、広西、華南の解放に貢献した。

### 中華人民共和国建国後
1949年末、蕭勁光は中国人民解放軍海軍創設の命を受け、1950年4月14日、海軍司令員に任命された。1954年、国防部副部長。1955年9月27日、海軍大将の階級を授与。第1回、第2回、第3回国防委員会委員、第3回、第4回全国人民代表大会常務委員会委員、第5回全国人民代表大会常務委員会副委員長、中国共産党第8回～第11回中央委員会委員。
1962年、蕭勁光は、「四個第一不是当作第一、而是変為四個第二」、「単純軍事観点」、「反対突出政治」等の罪名で林彪により誣告された。1963年1月の海軍党委員会拡大会議において林彪系の李作鵬常務副司令、張秀川政治部主任等により批判されると、海軍指導部を二分して争うことになる。文化大革命の発動後、1967年1月初めまでは優勢であったものの、毛沢東の指示により、1月9日の海軍幹部会議において李作鵬に対する林彪の支持を伝えざるを得ず、これを機に林彪系が勝利した。1月18日の海軍党委員会改組において、毛沢東の保護指示により海軍司令員兼海軍党委員会第一書記に留任したものの、第二書記に昇格した李作鵬に実権を取り上げられた。
1971年の林彪事件後、蕭勁光は、再び海軍の業務を主管し、文革で迫害された幹部を釈放したが、今度は、林彪に加担したとして、江青等により迫害された。蕭勁光は、党の第9回一中全会選挙中央政治局委員時、江青、葉群、李作鵬、邱会作、呉法憲、王洪文、張春橋、姚文元等に票を投じなかった。蕭勁光は、1976年9月と10月の2度に渡り、葉剣英に四人組を粉砕することを建議した。
1979年、鄧小平、葉剣英、陳雲等の主導により、中共中央は、蕭勁光を名誉回復した。1982年、中央顧問委員会常務委員に選出。1988年、一級紅星功勲栄誉章を受章。1989年3月29日、北京で死去。

## 著書
- 蕭勁光 (2013), 萧劲光回忆录, 当代中国出版社, ISBN 9787515403182